# Monuments : les enfants de Dijon
 (novembre 2022).
Monuments : les enfants de Dijon est une œuvre monumentale de Christian Boltanski exposée au musée d'Arts de Nantes.

## Conception
Invité à la Biennale de Venise de 1986, Christian Boltanski se replonge dans une collection de portraits d'enfants de Dijon réalisée en 1973. Se sentant comme en présence de masques mortuaires face à ces portraits d'enfants devenus adultes, Boltanski décide de renforcer ce sentiment en réalisant de nouveaux tirages de ces portraits, en noir et blanc et recadré au plus près des visages.
Chacun des 142 portraits, encadré et accompagné d'une marie-louise en papier de Noël, est accroché au mur, accompagné d'une lumière et relié aux autres selon des connexions aléatoires afin de former une guirlande.
L'artiste invite ainsi à un recueillement mêlant sacré, morbide et souvenir.